# Wladimir Alexandrowitsch Kolesnikow
Wladimir Alexandrowitsch Kolesnikow (russisch Влади́мир Алекса́ндрович Коле́сников, wiss. Transliteration Vladimir Aleksandrovič Kolesnikov; * 19. Juli 1946 in Solnetschnogorsk, RSFSR, Sowjetunion; † 5. Januar 2020) war ein russischer Mittelstreckenläufer, der für die Sowjetunion an den Start ging. 

## Sportliche Laufbahn
Wladimir Kolesnikow trat nur bei den Leichtathletik-Halleneuropameisterschaften 1970 in Wien international in Erscheinung und gewann dort mit der sowjetischen 2800 m Staffel (2 + 3 + 4 + 5 Runden) in 6:18,0 min gemeinsam mit Alexander Konnikow, Sergei Krjutschok und Iwan Iwanow die Goldmedaille.